# Погоня (герб)
Пого́ня (біл. Пагоня, пол. Pogoń, лит. Vytis) — герб Великого Князівства Литовського, Руського та Жемайтійського, традиційний національний герб Литви та Білорусі. Герб багатьох білоруських, литовських, українських та польських княжих родів.

## Погоня державна

### Опис
Класичне зображення являє собою зображення озброєного срібного лицаря на срібному коні, розташоване на червоному полі. Вершник тримає в піднятій правій руці меч, в лівій — срібний, червоний або синій щит із золотим двораменним хрестом або колюмнами.

### Витоки
На виникнення герба «Погоня» і закріплення його на древніх землях Великого князівства Литовського вплинув ряд факторів, кожен з яких окремо не був вирішальним:
- вплив загальноєвропейської геральдичної традиції відображення феодала на печатках феодальних ієрархів;
- ототожнення герба «Погоня» з фігурою захисника Вітчизни;
- вплив християнських культів — святого Димитрія Солунського і святого Юрія Змієборця, адаптація останніх до місцевої традиції і формування культу власних покровителів.
- поєднання і персоніфікація в гербі фігур св. Бориса і Гліба з близького минулого і язичницького Ярила з глибших шарів.

У Середні Віки вершник вважався уособленням великого князя литовського, а також означав «Погоню» — військове ополчення, коли після відбиття облоги міста, всі війська і мешканці землі гналася за ворогом. Звідси герб отримав свою назву. Великий князь литовський Ягайло в своїй (латинській) грамоті від 20 лютого 1387 року писав: «… за стародавнім звичаєм, переслідування ворога є обов'язком кожного чоловіка в нашому краї; таке посполите ополчення заради вигнання ворога з нашої Литовське землі по-народному називається „Погоня“ (pogonia)».

Слов'янський символ
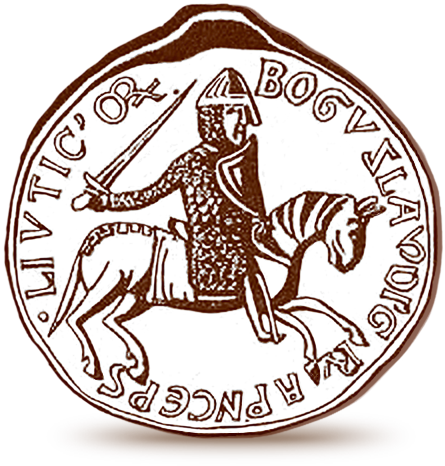
Печатка Богуслава I, князя лютичів, 1170
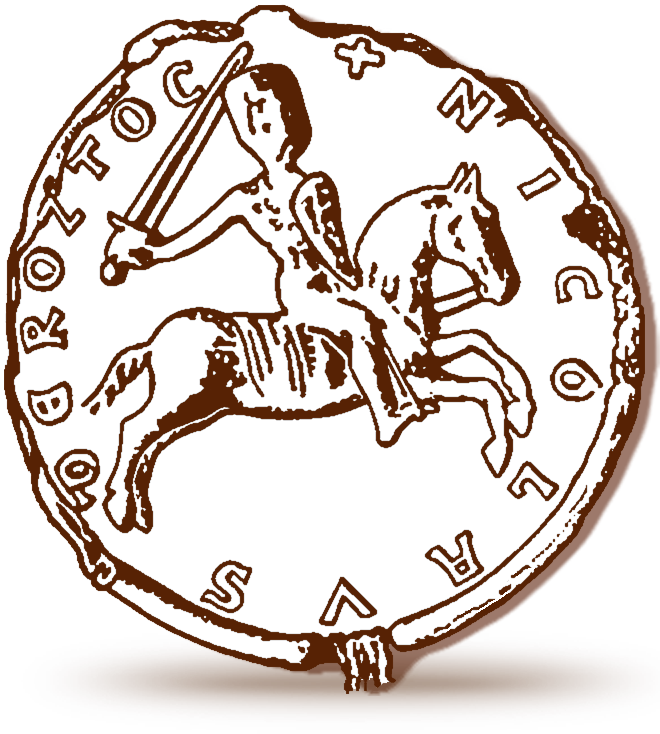
Печатка Николауса I[ru], співправителя бодричів, 1189
Печатка Казимира I Опольського, 1226
Печатка Олександра Невського, одруженого з полоцькою князівною. Після 1236 р.
Печатка Дмитра Донського, XIV століття

#### Королівство Руське

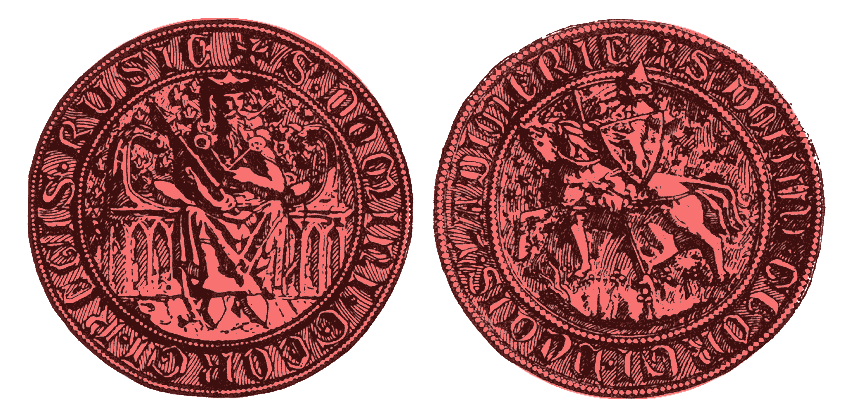
Печатка Юрія І

На початку XIV століття символ «лицаря» проникає в Східну Європу. Збереглася печатка Юрія Львовича, що використовувалася також і Юрієм Болеславом. На одному із її боків бачимо модифікованого європейського «лицаря» і напис: «S. DOMINI. GEORGI.DUCIS. LADIMERIE +» (печатка володаря Юрія князя Володимирського). Зображення на печатці частково перейняло іконографію та змістове навантаження європейських печаток. Різниця в іконографії: кінь не скаче, а йде; у руках лицаря не меч, а спис, який до того ж не занесено для удару; з'явилися додаткові елементи (зорі та трава). Виходячи з цього, цей знак мав символізувати належність власника до лицарського стану, вояка, що вартує свою землю (символами варти можна назвати зорі на небі, відсутність оголеного меча як зброї ближньої дії, мінімум динаміки). Руський король із печатки (на це вказує герб королівства на щиті) статично об'їздить свої землі, і лише побачивши ворога, метне у нього списа, а потім вихопить меч для ближнього бою.

#### Велике князівство Литовське
Печатки з подібним зображенням «лицаря» були широко вживані членами династії Гедиміновичів, яка правила у Великому Князівстві Литовському. Нащадки Гедиміна використовували безліч модифікацій «лицаря»: зі щитом і без, інколи меч змінювався на спис, положення руки з мечем «позаду» змінювалося на положення «над головою», під ногами коня то з'являвся, то зникав змій. З часом «лицар», отримавши назву «Погоня», замінює родовий герб династії «Стовпи Гедиміна», з часом «стовпи» на щита «лицаря» також були витіснені шестиконечним «литовським хрестом» (його часто називають хрестом Єфросинії Полоцької). При цьому меч займає класичне положення над головою вояка, стає сталим рух вояка у лівому напрямку (подібно «лицарю» Юрія Львовича). Отже, герб став символом династії (а потім і держави), яка претендує на перемогу, яка розширює свої володіння (лицар жене переможеного ворога). З часом, коли великокняжий рід занепав, лицаря на гербі литовці стали вважати Святим Вітісом.

#### Велике князівство Московське

Печатка Великого князя Московського Василя І. Кінець XIV ст.

Наприкінці XIV століття «лицар» проникає на терени Північно-Східної Русі, де вживається на печатках місцевих княжих родів. При збереженні ідеї самовираження феодала, виникає багато модифікацій зображення:
- вершник з мечем;
- вершник зі списом;
- вершник з мечем та переможеним ворогом у вигляді змія під ногами коня;
- вершник зі списом та змієм.

Щит на цих зображеннях відсутній, бо власних гербів князі не мали і зображувати на щиті було нічого. Поступово виділилася Московська династія, яка закріпила за собою як герб вояка, що вражає списом змія. Це був символ перемоги Великого князя над лютим ворогом (змій — знак кочовиків-нападників).
При тривалому становленні у Московії геральдичної традиції, «лицар» аж до 1730 року трактувався як «государ». Саме 8 березня 1730 року уряд Росії офіційно почав тлумачити герб Москви як «Георгія Змієборця (Переможця)».
Існують легендарно-фантастичні версії походження герба. Одна з них пов'язує корені «Погоні» зі старовинними язичницькими культами Білорусі. Найшанованішим язичницьким божеством білорусів був Ярило, який фігурував в білоруській міфології у вигляді юнака на білому коні. Символи, аналогічні «Погоні», часто зустрічаються також на великій територій східної Європи. Знаком озброєного вершника користується новгородський князь Олександр Невський. Наочною є і пов'язаність з «Погонею» герба Москви.

### Еволюція

#### Велике Князівство Литовське

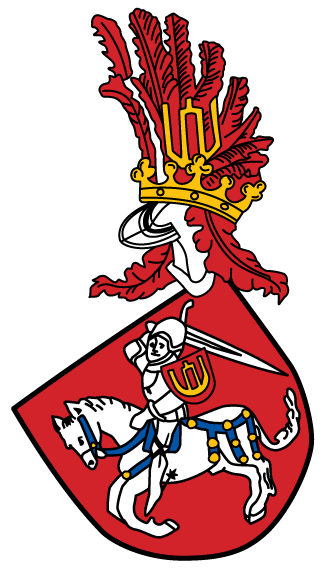
Зображення «Погоні» із Кодексу Берґсмару з колюмнами (XV століття).

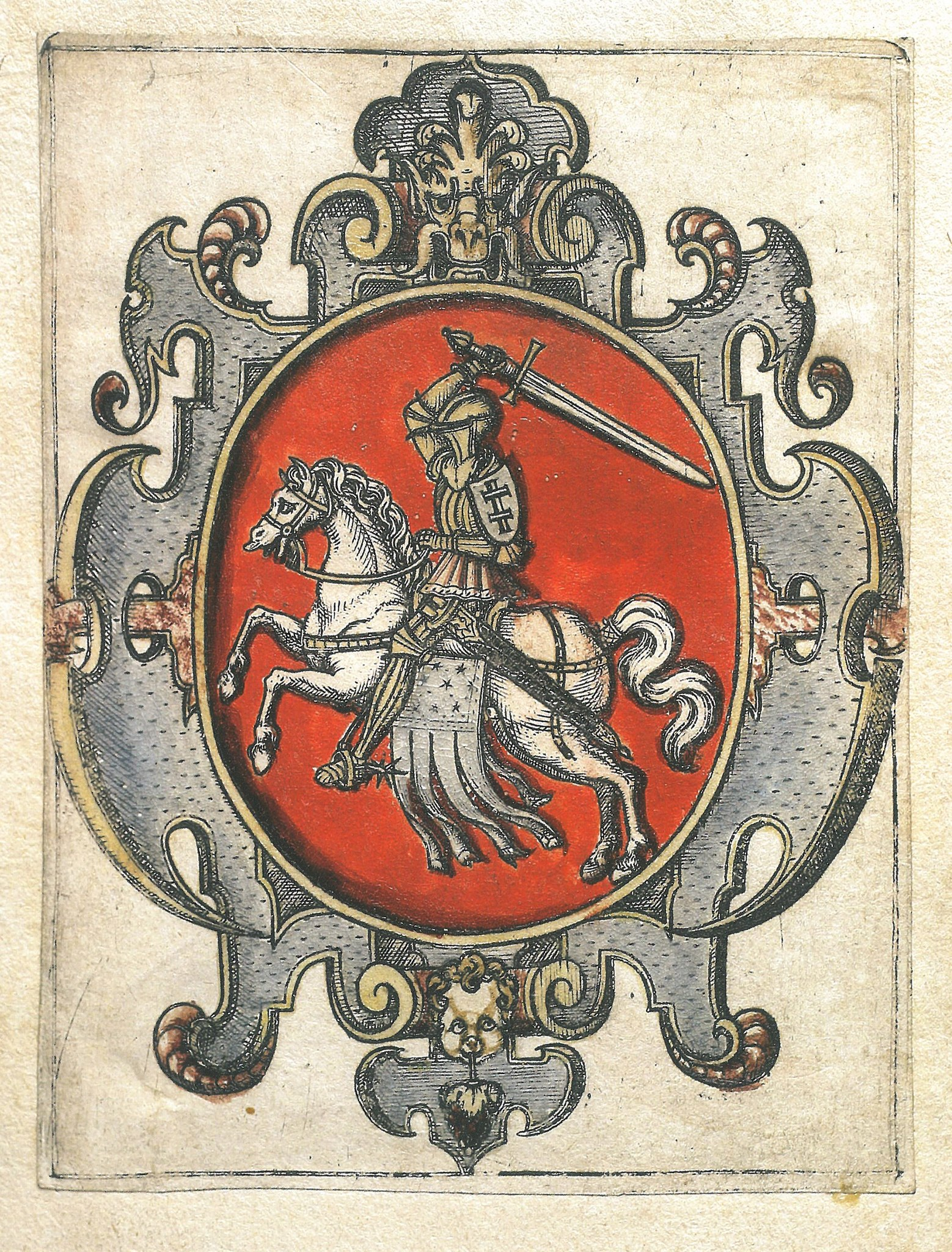
Зображення «Погоні» із зібрання Еразма Коміна (1575)

Перша письмова згадка про герб «Погоня» зустрічається в литовських (білоруських) літописах зі згадкою під 1278 роком у зв'язку з князем Наримонтом (якого можна ототожнити з братом або сином великого князя литовського Тройдена):
|  | Той Наримунт мав герб, або клейнод, лицерства свого такий, і тим печатувався, Великому князівству Литовському зоставив його, a то такий: в гербі муж збройний, на коні білому, в полі червоному, меч голий, яко би кого гонячи тримав над головою, і є ізвідти названий «Погоня». |

Густинський літопис говорить про виникнення герба «Погоня» за часів великого князя литовського Вітеня (1294–1316):
|  | А Вітень Почав княжити над Литва, вигадав собі герб і всьому князству Литовському друк: лицар збройно на кону з мечем, еже нині нарічут Погоня. |

Перше візуальне зображення «Погоні» на печатці «короля Литви і Русі» Гедиміна (1316–1341). Зображення герба трохи відрізнялася від традиційної: вершник тримає в руці спис. Ця печатка наразі зберігається в історичному музеї Вільнюса. «Погоня» присутня і на печатці полоцького князя Гліба (Наримонта), датованій 1330 роком. Була «Погоня» і на печатці великого князя литовського Ольгерда, якою він скріпив договір з польським королем Казимиром 1366 року (навколо «Погоні» — руський напис). Символ спочатку належав виключно великим князям.
У XIV столітті зображення вершника розмістилася на щиті і стало використовуватися як герб на печатках Ягайла (1386 і 1387) і Вітовта (1401). Так «Погоня» стала державним гербом Великого князівства Литовського. В кінці XIV століття «Погоня» також використовувалася як символ Пінських і Друцьких князів.
Вид герба «Погоня» не був однаковим: спочатку вершник дивився в лівий (геральдичний) бік, але починаючи з першої половини XV століття, за правилами європейської геральдики, він повернувся в праву сторону.
Перше зображення «Погоні» з шестиконечним хрестом Єфросинії Полоцької, з'явилося на гербі із надгробку великого князя литовського і короля польського Яґайла.

Догербові печатки
Печатка Наримунта Гедиміновича, князя Полоцького, 1330
Печатка Псковського князя Олександра Михайловича, 1331
Передбачувана печатка Олександра Наримунтовича[ru] князя Пінського. До 1350

Печатки Великих князів Литовських
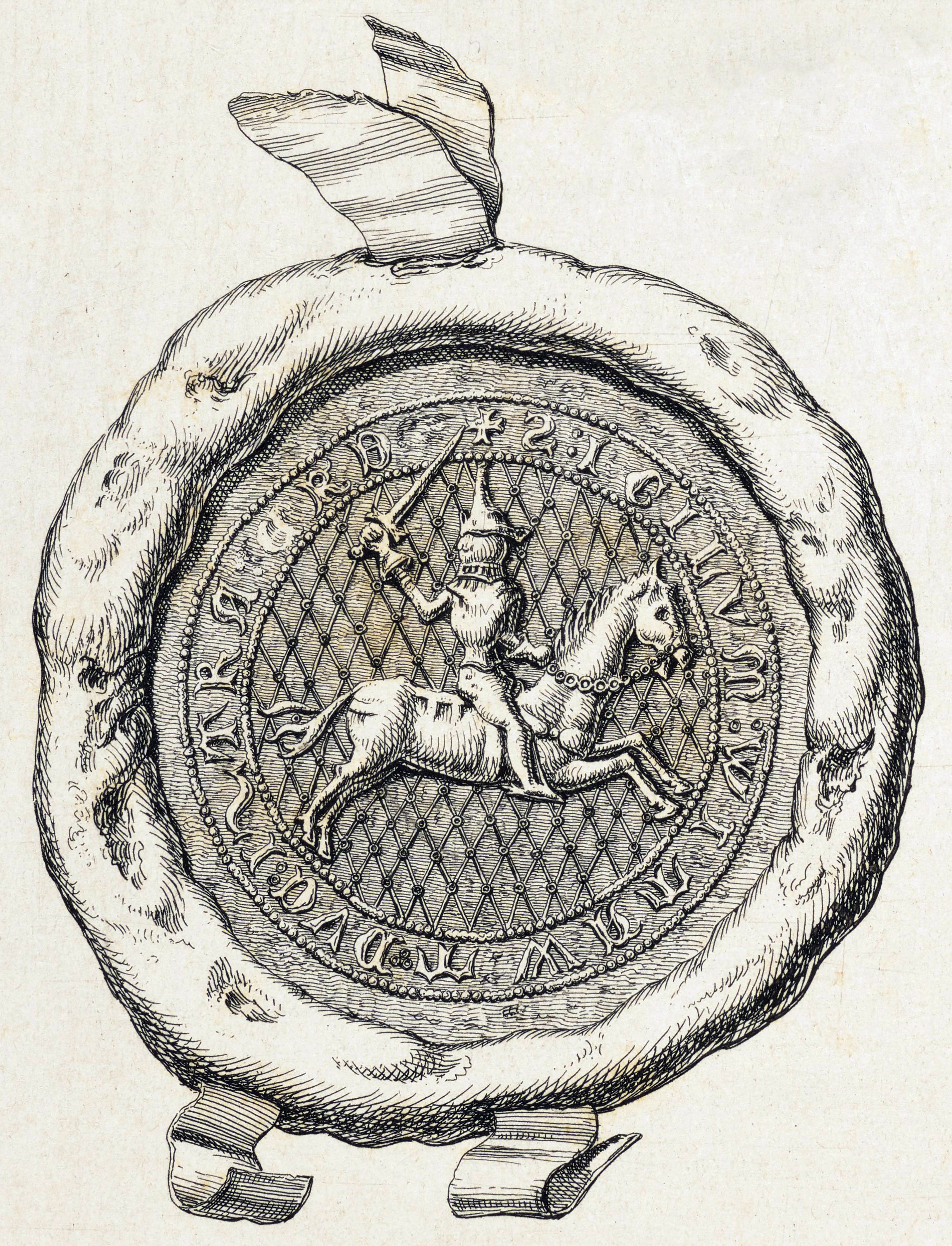
Вітовт (1385, мала печатка)
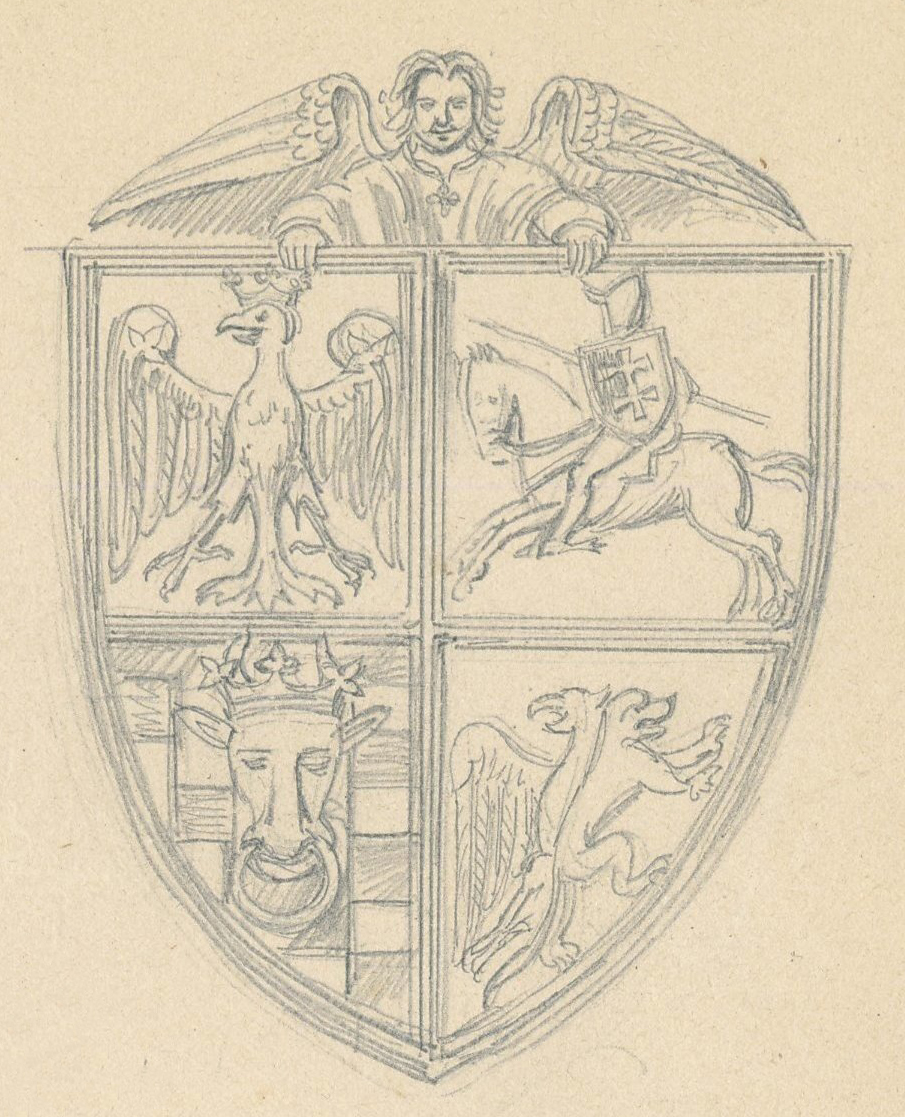
Погоня на гербовому щиті. Печатка Ягайло, 1386
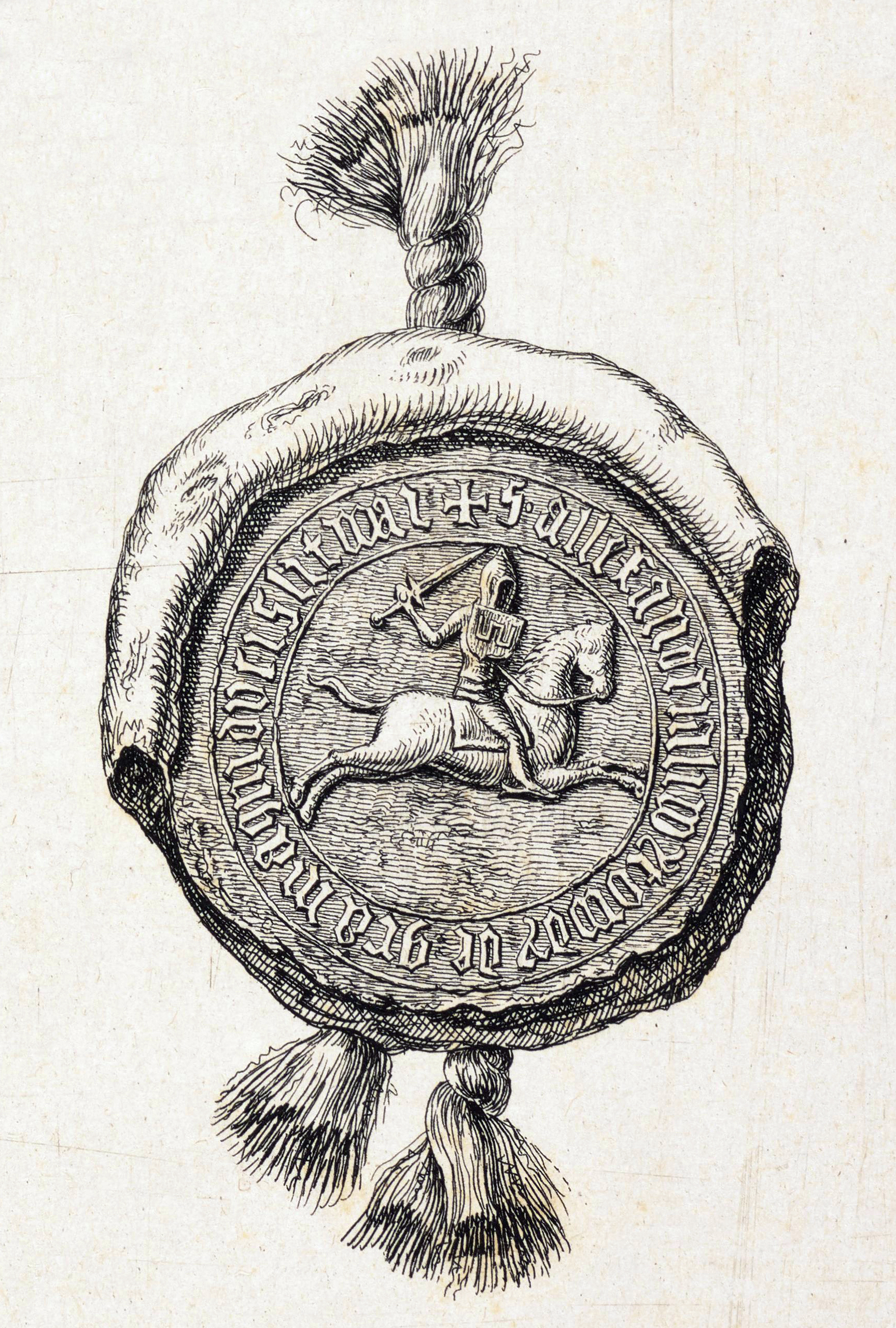
Вітовт (1426, мала печатка)
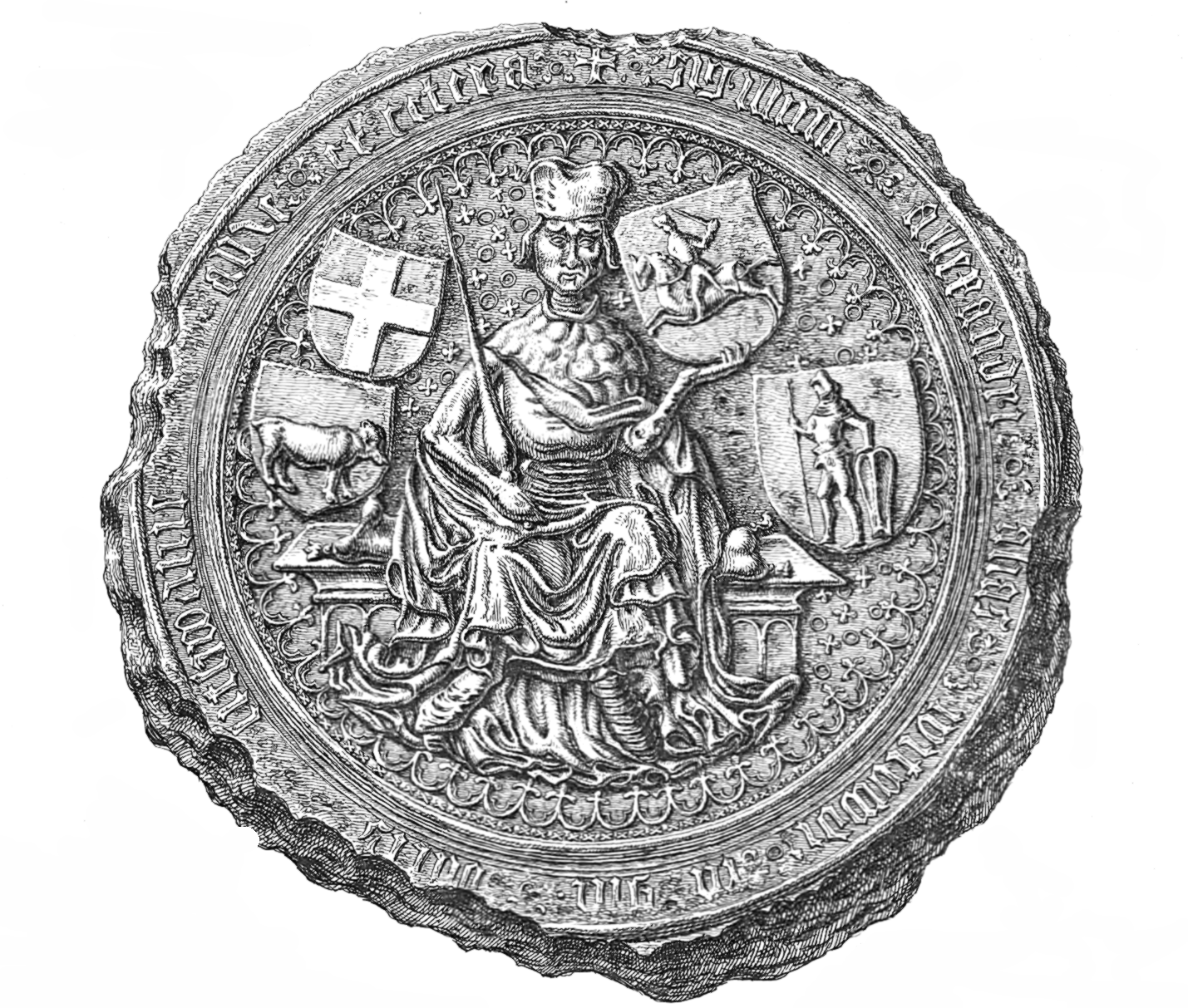
Вітовт (15 століття, велика печатка)
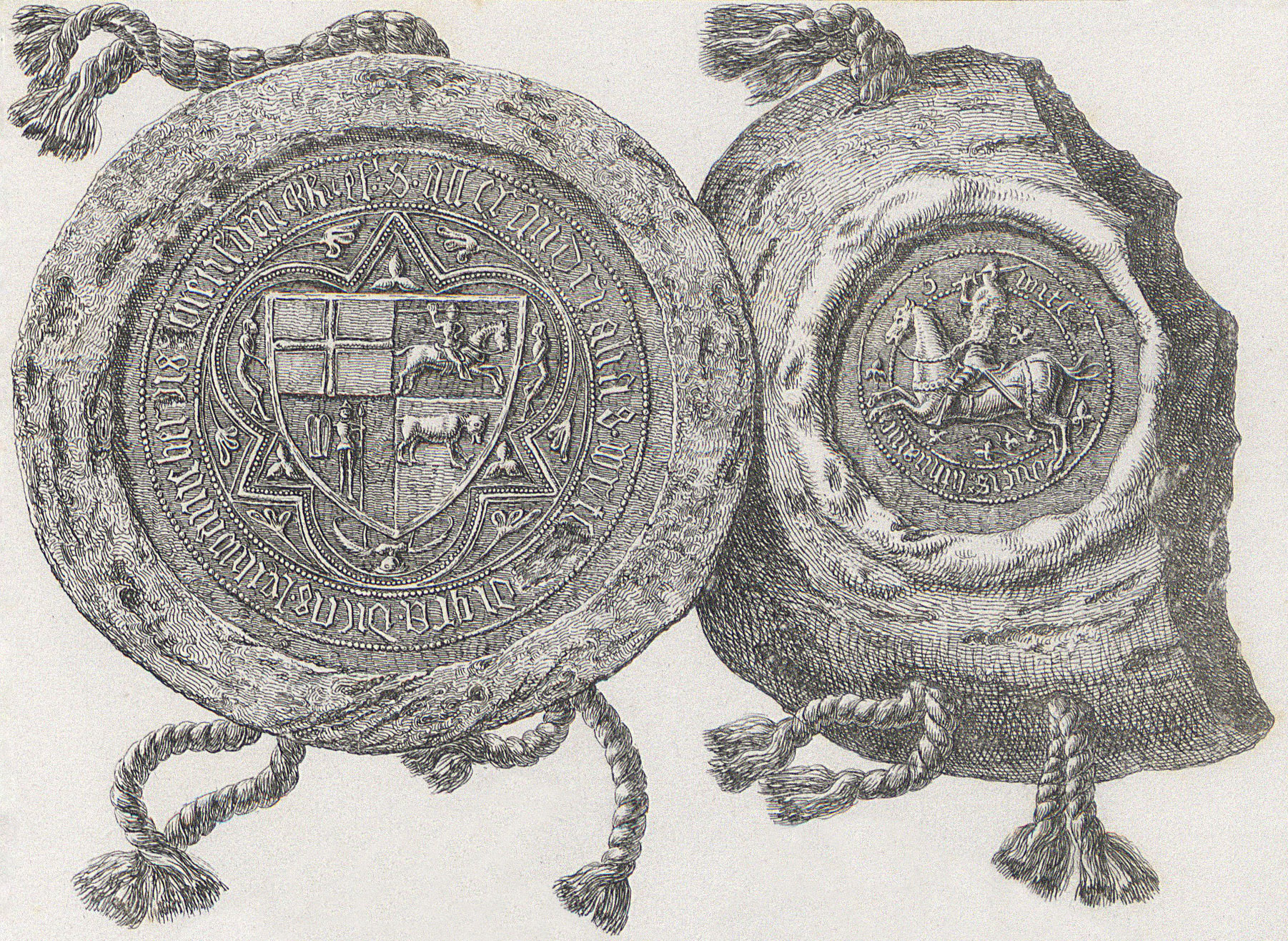
Вітовт (15 століття, велика печатка)
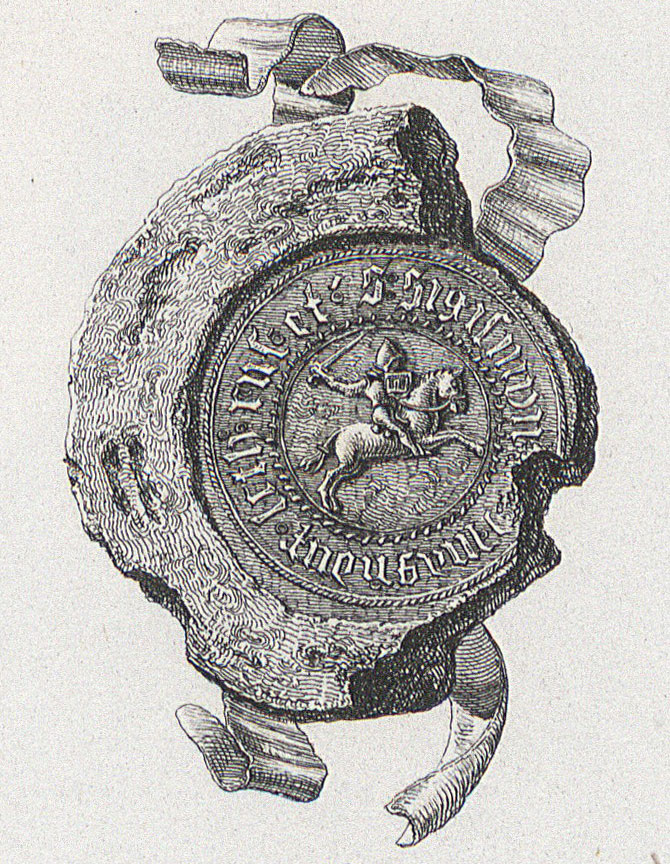
Сигізмунд Кейстутович (мала печатка)
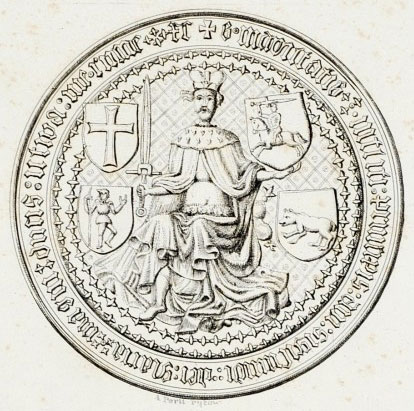
Сигізмунд Кейстутович (велика печатка)
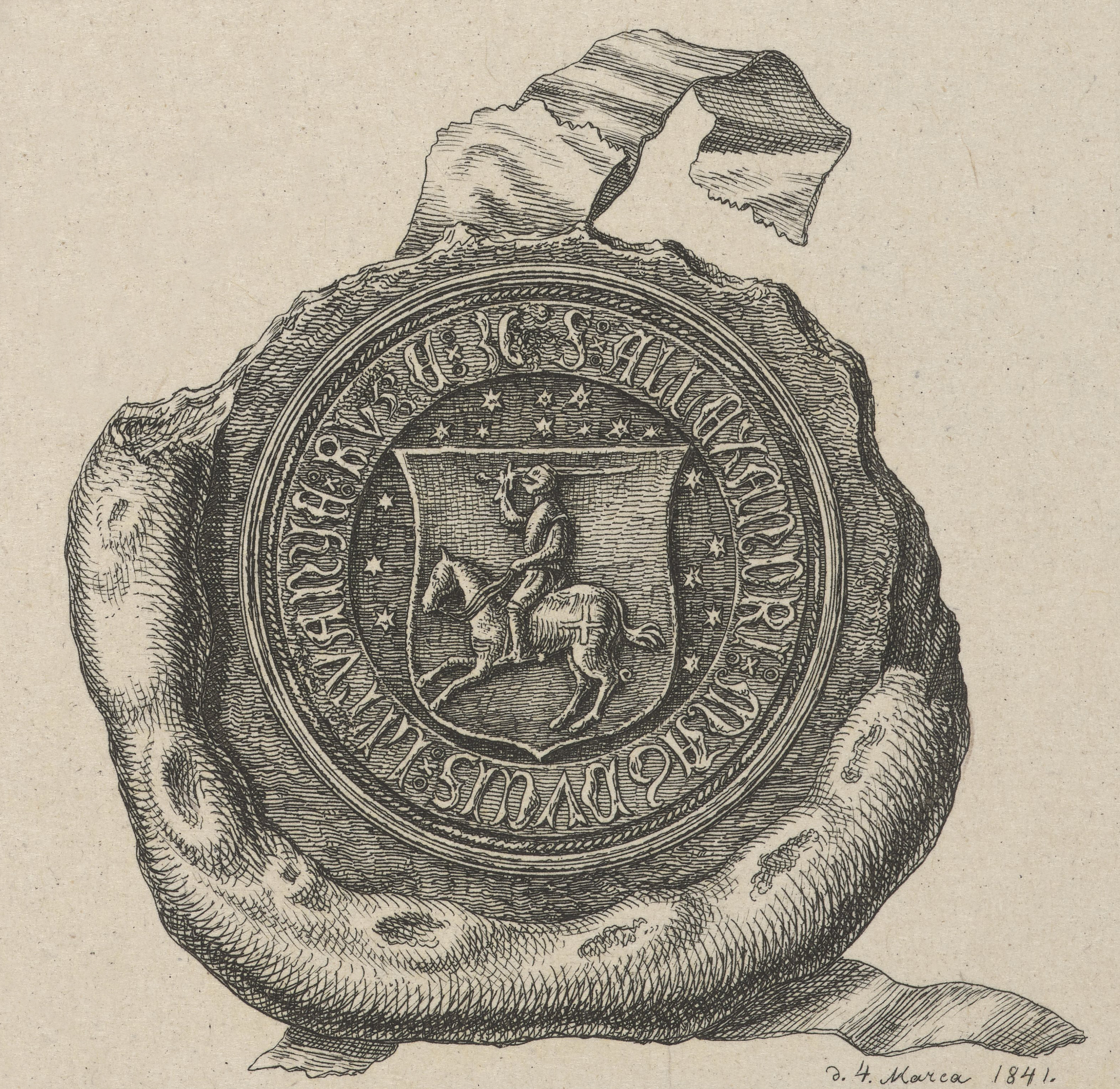
Олександр (1501)
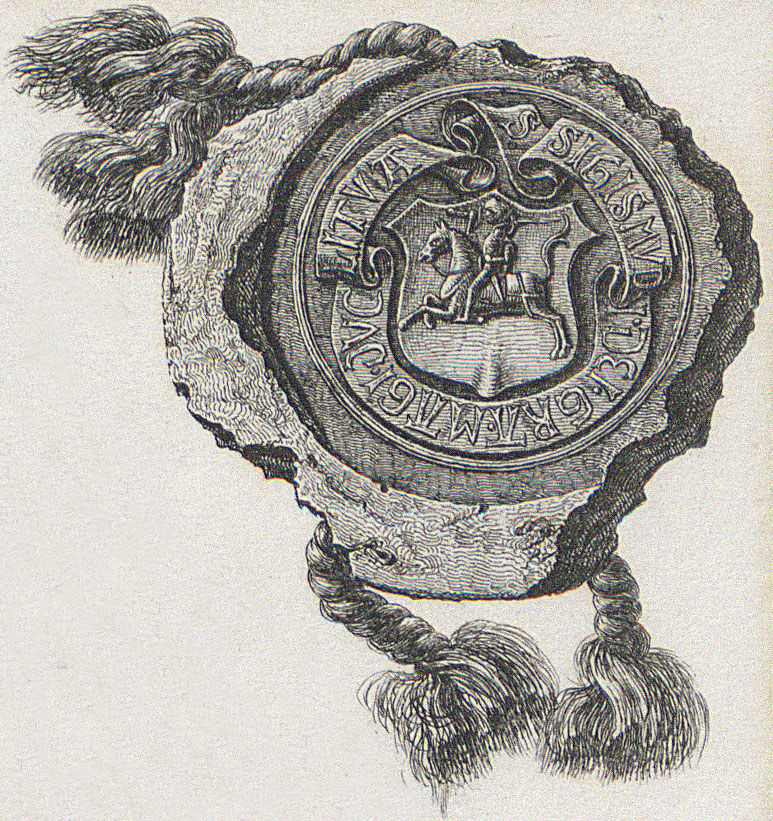
Сигізмунд I Старий
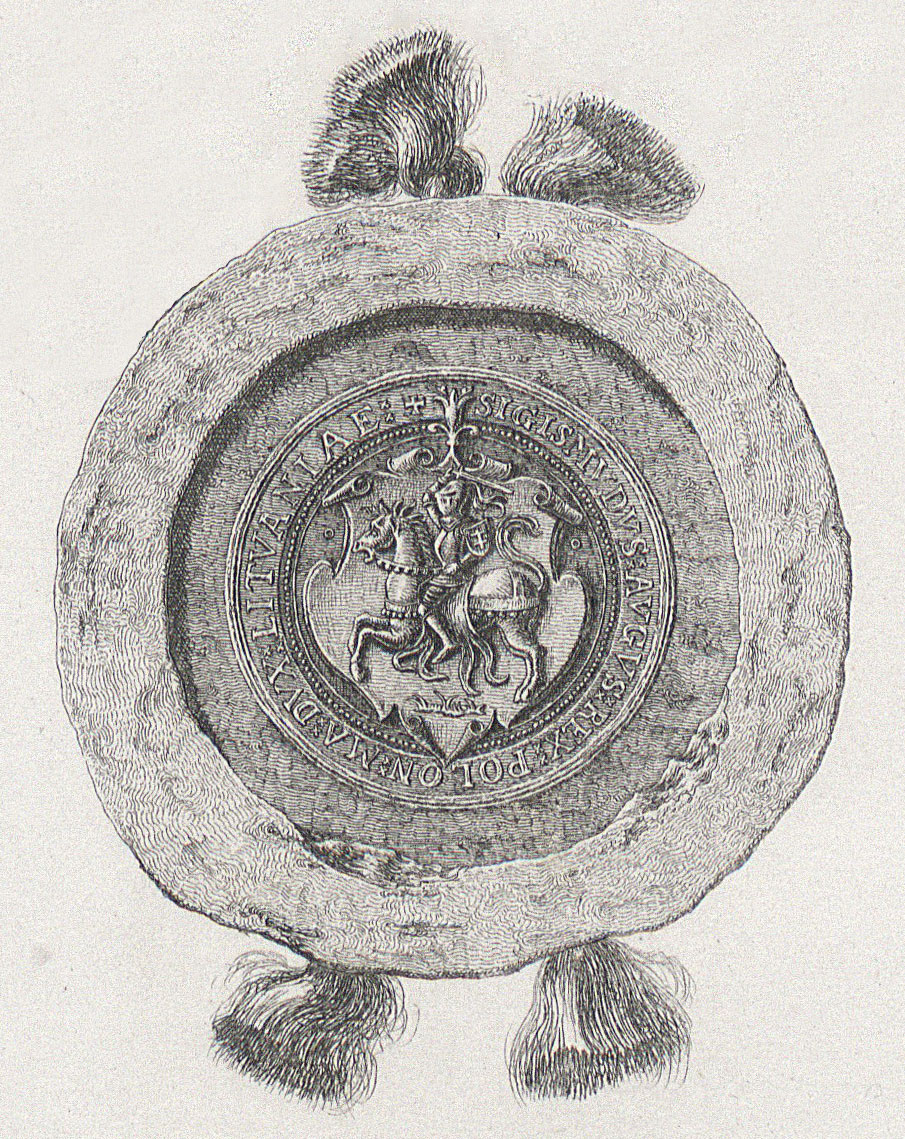
Сигізмунд II Август (1539)

Різні версії «Погоні» стали гербами воєводств ВКЛ: Віленського, Мінського, Берестейського, Новогрудського, Полоцького і т. ін., окрім Жемайтії.
З мінімальними стилістичними змінами «Погоня» була державним гербом ВКЛ та елементом герба Речі Посполитої до 1795 року, коли територія сучасної Білорусі була окупована Російською імперією.

#### Погоня в імперії
Після цього символ «Погоні», як частина кількох губернських гербів, потрапив до складу державного герба Росії. Так само «Погонею» було замінено герби багатьох міст Білорусі (Вільно, Полоцька, Вітебська та ін.).
«Погоня» не втрачала своєї ролі національного символу білорусів. Нею користалися повстанці Т.Косцюшко та Кастуся Калиновського. «Погоня» була на кокардах і знаках розрізнення російських військових формувань, розквартированих на теренах Білорусі.

#### Новітня доба
В 1918 році «Погоня» ненадовго стала емблемою відродженої білоруської держави — Білоруської народної республіки. Комуністична влада не використовувала «Погоню» як державний символ.
У міжвоєнний час «Погоня» вживалася в західній Білорусі на гербах Віленського, Поліського, Підляського та Новогрудківського воєводств.
Під час німецької окупації за часів Другої світової війни «Погоня» разом з іншими національними символами була повернута до вжитку білоруським урядом (Білоруською Центральною Радою).
Перед розпадом Радянського Союзу «Погоня» разом з біло-червоно-білим прапором стала символом національного відродження Білорусі. Також «Погоня» була прийнята як символ Білоруського Народного Фронту.
В 1991 році «Погоня» затверджена як державний герб незалежної Республіки Білорусь.
1995 року, після ініційованого президентом Білорусі Олександром Лукашенком референдуму, «Погоня» позбавляється статусу державного герба, і потрапляє під негласну заборону. З того часу «Погоня» використовується демократичними силами як один з символів боротьби проти режиму Лукашенка.
Під час російського вторгнення на Україну герб «Погоня» використовували білоруські добровольці, які воювали на боці України, зокрема загін «Погоня», тактична група «Білорусь» та Білоруський полк імені Кастуся Калиновського.

Герб із паспорта БНР
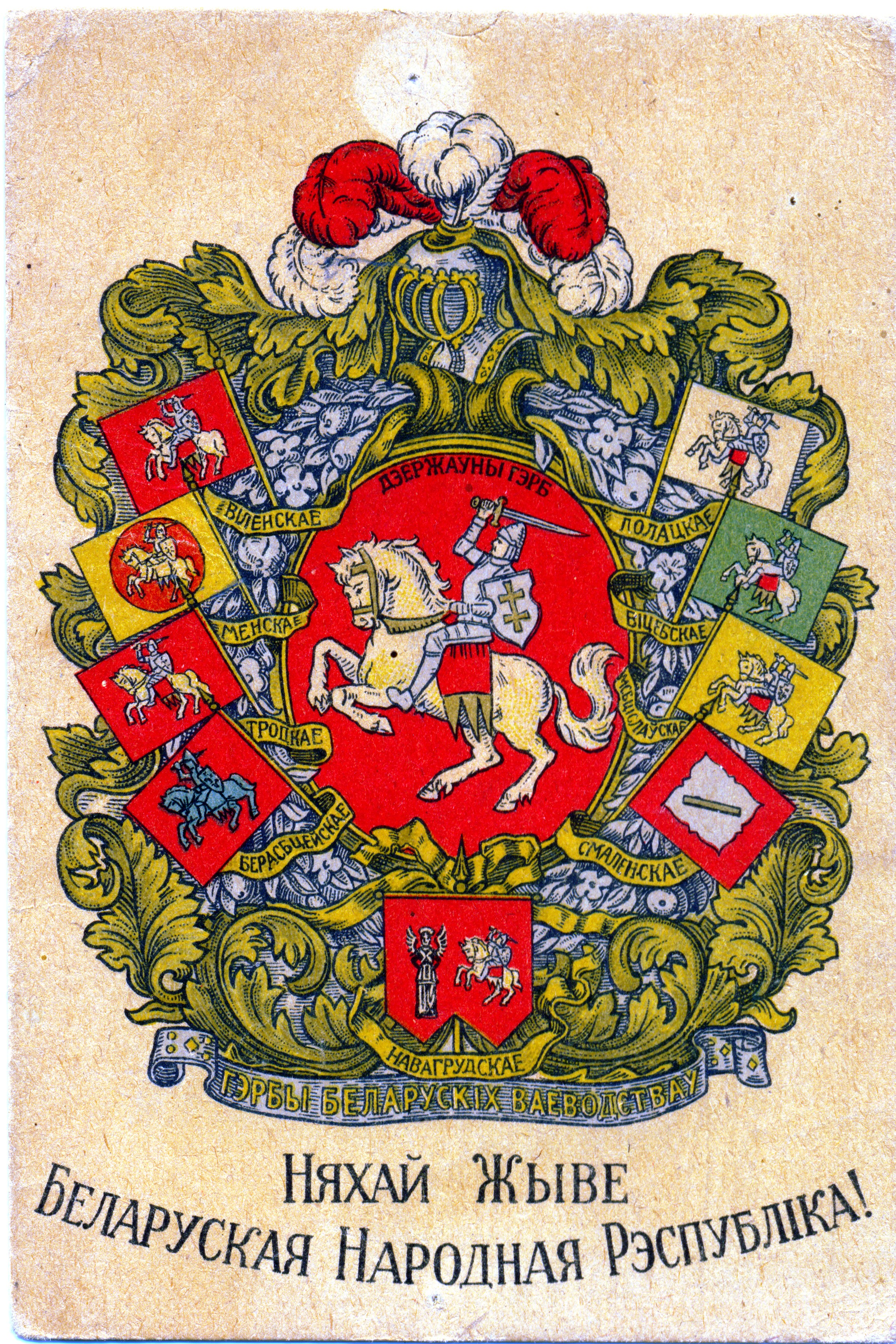
Поштова листівка з «Погонею», 1918
Малюнок державного герба БНР, 1918
Поштова марка БНР, 1919
Печатка Білоруської Центральної Ради, 1943

## Погоня шляхетська
Роди, які вели своє походження від Гедиміна (Олельковичі, Бельські, Сангушки, Чорторийські й інші), уживали «Погоню» або як династичний герб, або як частину династичного герба (Хованські, Голіцини, Куракіни, Трубецькі та багато інших).
У процесі розвитку в гербах Гедиміновичів до «Погоні» додалися й інші елементи. Крім того, для відміни в гербах різних родів «Погоня» була різною за формою.
Врешті решт склалися п'ять різновидів цього герба:
• у червоному полі вершник в обладунку та шоломі на білому коні. В його правій руці — оголений меч, а в лівій — щит із шестиконечним хрестом, на коні сідло з трьома кінцями;
• такий самий вершник, але зі списом, який він тримає, начебто наміряючись кинути його у ворога;
• оголений вершник на коні без сідла й вузди тримає над головою оголений меч;
• у золотому полі рука в обладунку з оголеним мечем, яка виходить із хмар; ця фігура повторюється в клейноді (шляхетський герб «Погоня»);
• в червоному полі рука з мечем, а в клейноді — поясна фігура воїна з мечем.

Погоня Литовська
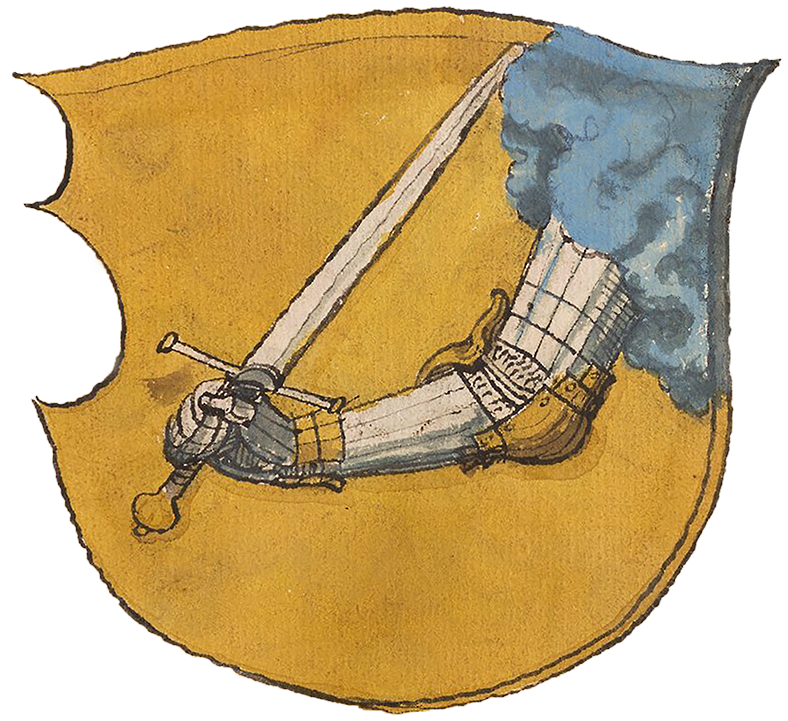
Погоня Польська
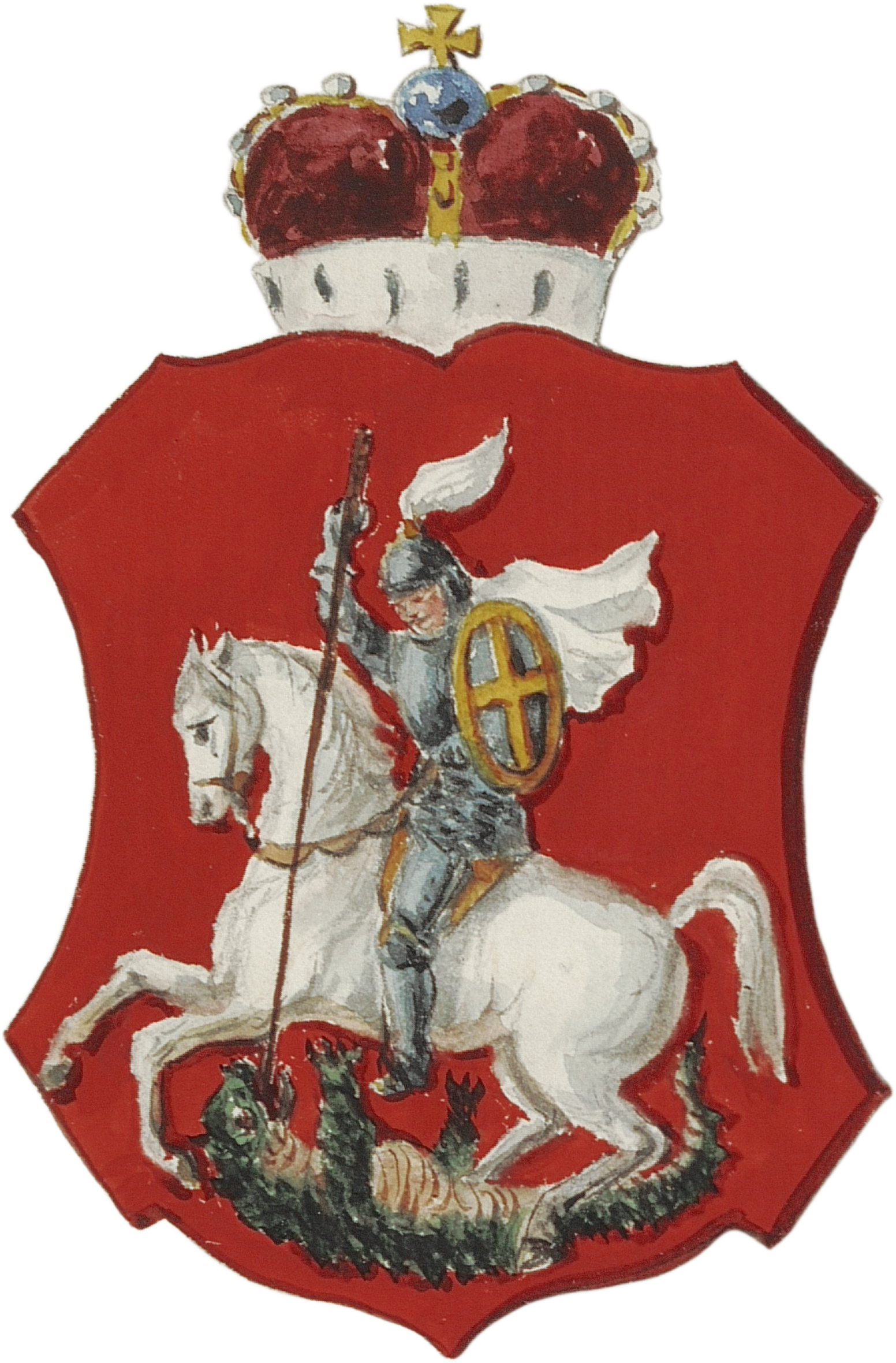
Погоня Руська
Погоня Татарська

### Погоня литовська
У червоному полі лицар у срібних обладунках з золотим подвійним хрестом на синьому щиті на срібному коні заносить меч. Герб вінчає княжа корона. Вважається родовим гербом Гедиміновичів.

### Погоня руська
У блакитному полі лицар у срібних обладунках з червоним хрестом на щиті на срібному коні, пронизує списом зеленого дракона. Герб вінчає княжа корона. Найперша згадка герба фіксується у княжих родин, що походять від Рюрика. Вважається родовим гербом Рюриковичів.
Подібний герб популярний у Росії як герб князівства Московського.

### Погоня польська
У золотому полі рука в латах, озброєна срібним мечем висунулась із синьої хмари. У клейноді подібна рука.

### Погоня Татарська
У синьому полі срібний вершник, що стріляє з лука позад себе.

## Галерея

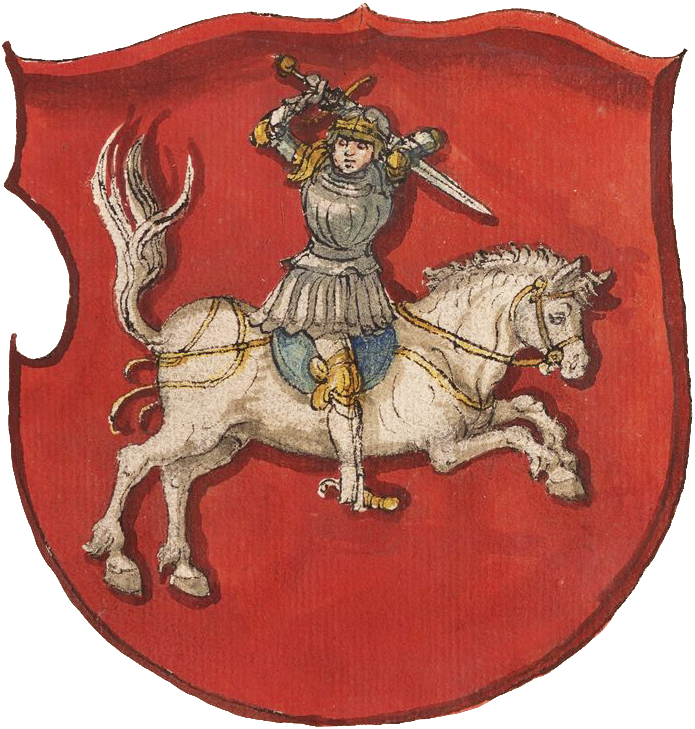
Герб Віленського воєводства (1413-1795)
Герб Берестейського воєводства (1566-1795)
Герб Мінського воєводства (1413-1795)
Герб Мстиславського воєводства (1566-1795)
Герб Вітебського воєводства (1503-1772)
Герб Полоцького воєводства (1505-1793)
Герб Новогрудського воєводства (1507-1795)
Герб Підляського воєводства (1513-1795)
Князівства і області білоруські та литовські на Великому гербі Російської імперії (1882)
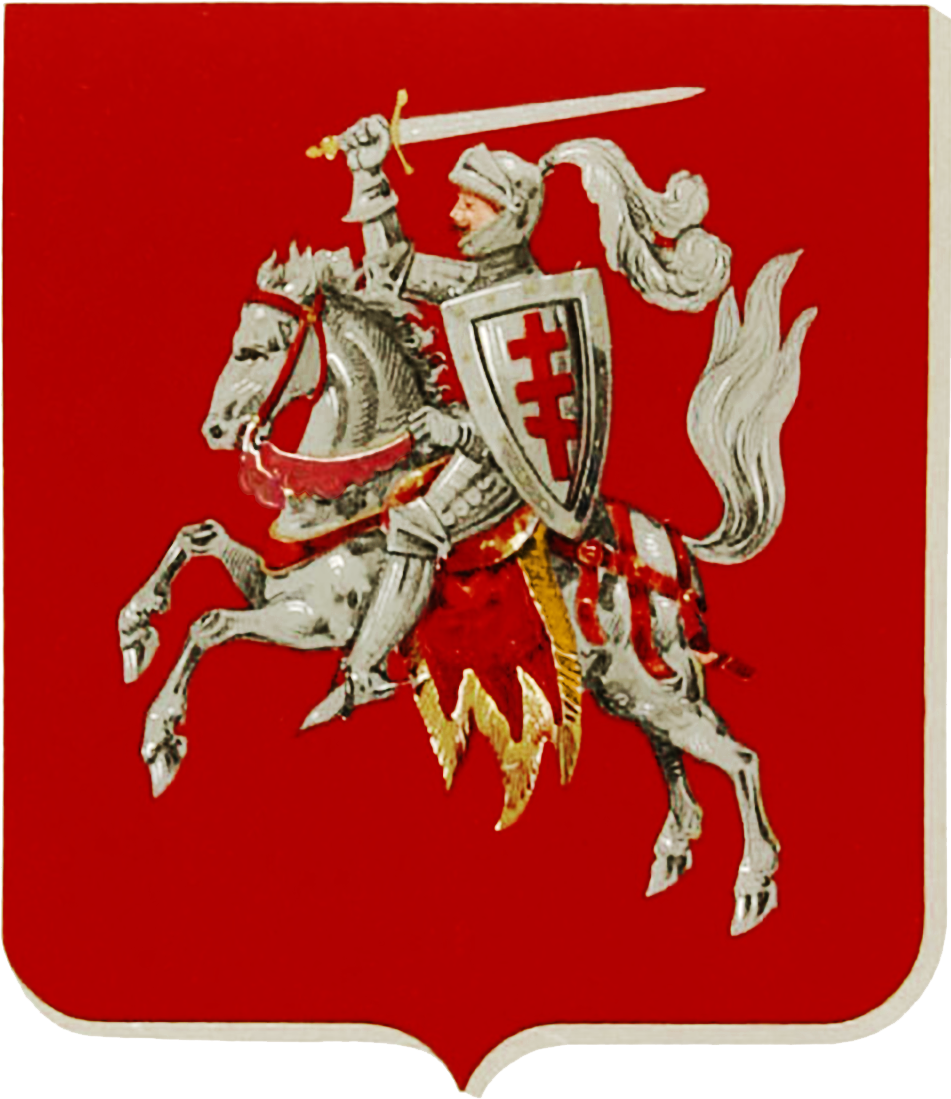
Герб Великого князівства Литовського у складі Російської імперії (1907)
Герб Віленської губернії (1878-1918)
Герб Вітебської губернії
Герб Підляського воєводства (Польща)
Герб Житомирської області (Погоня символізує Полісся)
Герб Гомельської області (Білорусь)
Герб міста Білосток (Польща)
Герб міста Могильов (Білорусь)
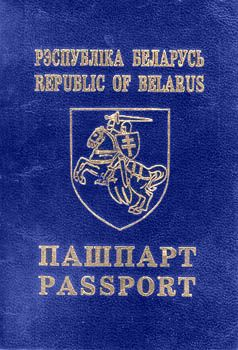
Герб «Погоня» на паспорті Білорусі (1992-1995)
Жіночим гербом Погоня (2020)[14][15]
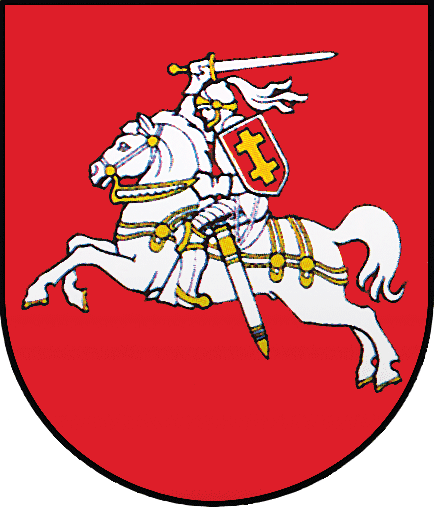
Герб Литви 1990 р.
Герб Литви 1991 р.
Герб Вітебської області (Білорусь)
Герб міста Речиця (Білорусь)
Герб міста Верхньодвінськ (Білорусь)
Герб міста Лепель (Білорусь)
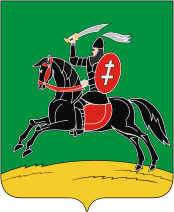
Герб міста Невель (Росія)
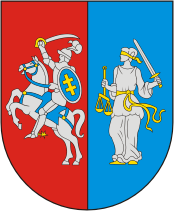
Герб міста Людзвінавас (Литва)
Герб міста Седльці (Польща)
«Погоня» на гербі Острозьких
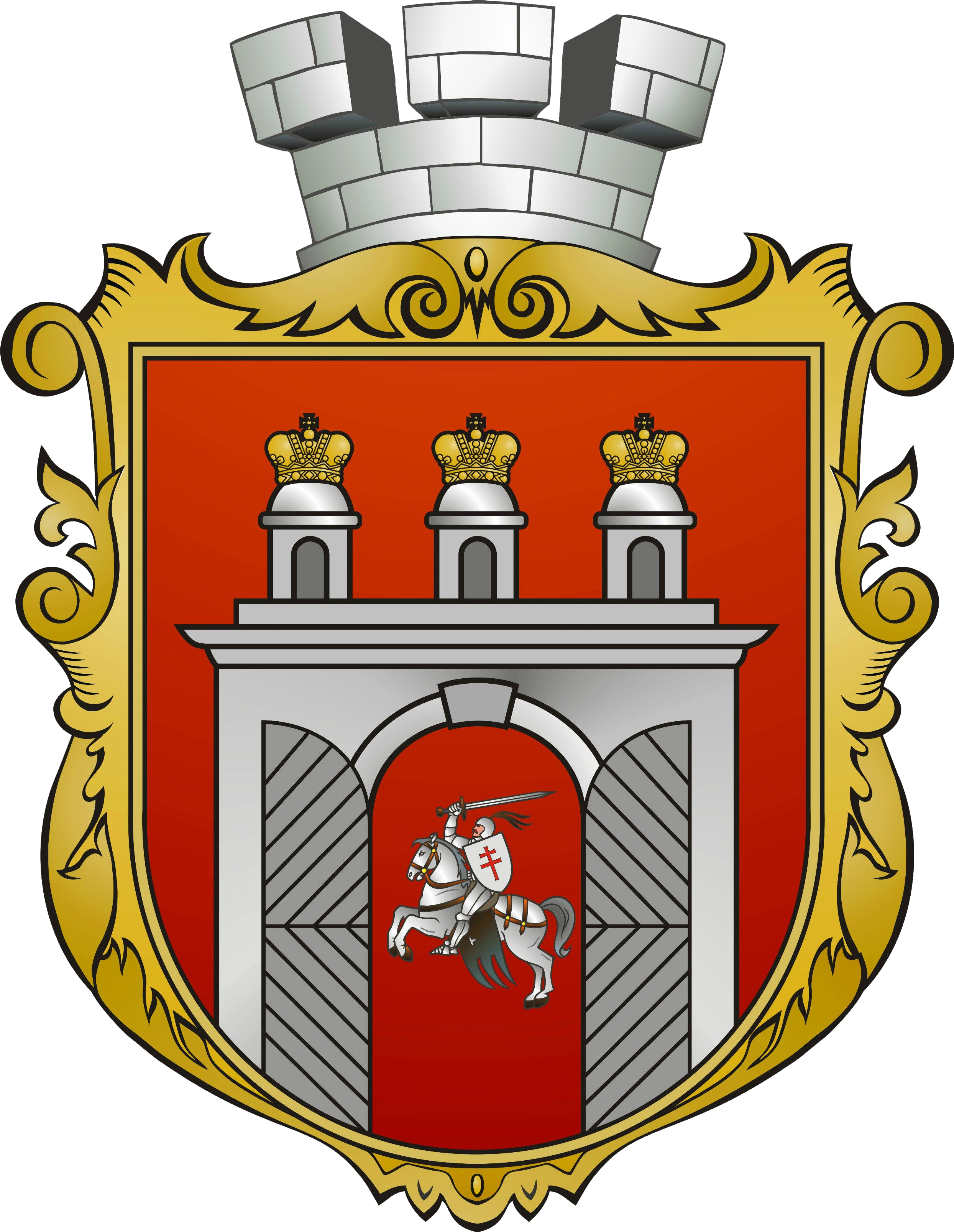
Герб міста Ізяслава
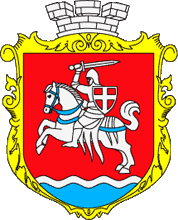
Герб Старого Чорторийська
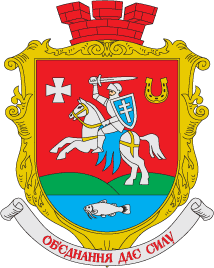
Герб Литовежа
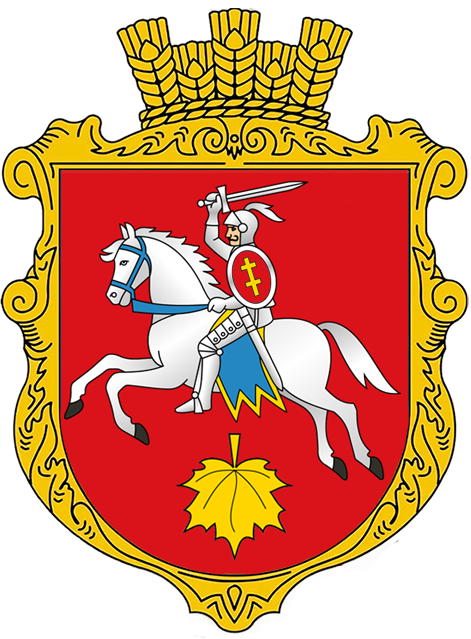
Герб Литвиновичів
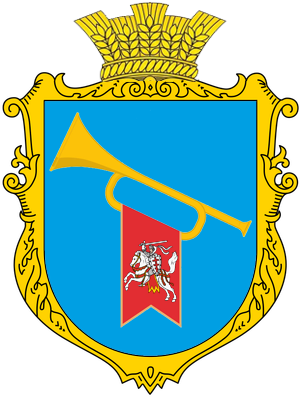
Герб Зноб-Трубчевська
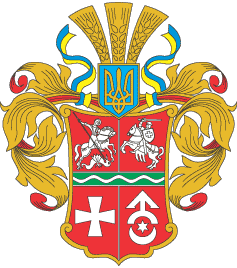
«Погоня» на гербі Старокостянтинівського району
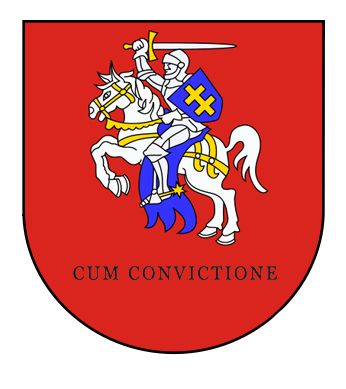
Історичний герб міста Славута
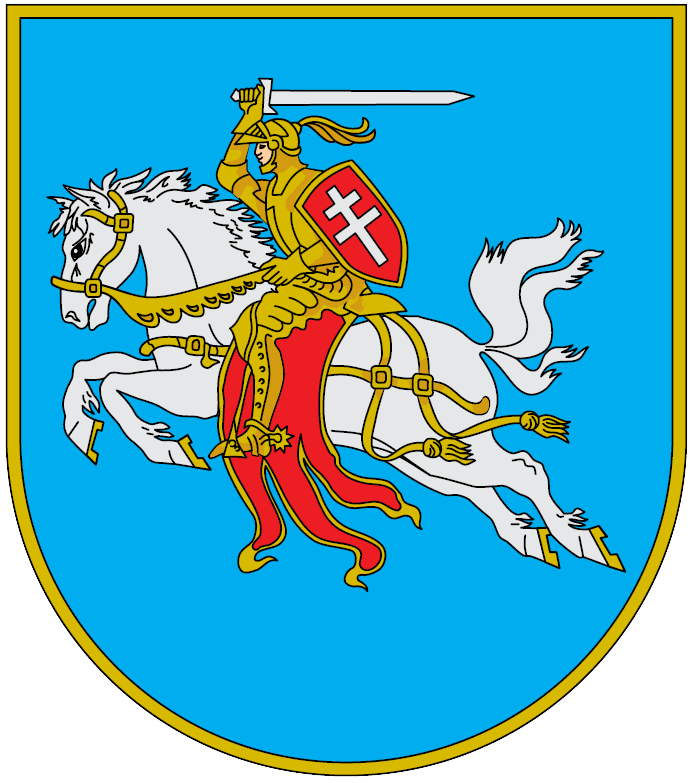
Герб Вітовського району
Герб Аукштоти
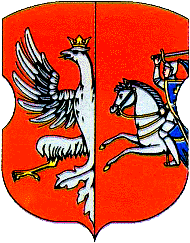
Давній герб міста Колки

## Цікаві факти
- Діячка білоруського національно-визвольного руху Олеся Фурс була засуджена до 25 років радянських концентраційних таборів за зображення герба «Погоня».
- Герб Погоня часто згадується у Білорусі, як символ боротьби проти режиму Лукашенка та відновлення білоруської історичної символіки.